# Várzea do Carmo e Rio Tamanduateí, 1858
Várzea do Carmo e Rio Tamanduateí, 1858 é uma pintura de José Wasth Rodrigues, feita no ano de 1922. A obra é do gênero pintura histórica e encontra-se sob a guarda do Museu Paulista da USP. Os elementos centrais retratados na tela e que dão nome à obra são a Várzea do Carmo e o Rio Tamanduateí, também conhecido como Piratininga. Também estão representados o Convento do Carmo, outras casas e lavandeiras.

## Descrição
A obra foi produzida com tinta a óleo. Suas medidas são 72,5 centímetros de altura e 100 centímetros de largura. A pintura faz parte de Coleção Museu Paulista, com o número de inventário é 1-19027-0000-0000.

## Análise
A pintura de Wasth Rodrigues foi realizada na década de 1920, mas retratando o final do século XIX na região Várzea do Carmo e do Rio Tamanduateí, atual Brás e outros bairros centrais de São Paulo. A obra faz parte da coleção de pinturas encomendadas por Afonso d'Escragnolle Taunay pare remontar iconograficamente a história paulista. Para realizar esta obra, Wasth baseou-se em fotografias de Militão Augusto de Azevedo, que hoje estão perdidas.
De acordo com estudos sobre o lazer na cidade de São Paulo e assim como a tela representa, a região da várzea do Rio Tamanduateí era frequentada por pessoas que realizavam atividades com a água do rio, como nadar ou lavar roupas.